# Imperiální řád Za zásluhy
Imperiální řád Za zásluhy (anglicky: Imperial Service Order) byl britský řád, založený Eduardem VII. v roce 1902, který byl udělován při odchodu do důchodu úředníkům a účetním za dlouhou službu v Britském impériu.
Běžně byl udělován po 25 letech bezchybné služby, ale lhůta mohla být zkrácena na 16 let při službě v nezdravých podmínkách. Uděloval se ženám i mužům. Řád měl pouze jeden stupeň – společník (Companion). Post-nominal letters za jménem jsou ISO.
V roce 1993 britská vláda rozhodla nepokračovat v jeho udělování, a nominuje na něj pouze Papua Nová Guinea.